# Андреевское сельское поселение (Воронежская область)
Андреевское сельское поселение — муниципальное образование в Нижнедевицком районе Воронежской области.
Административный центр — село Андреевка.

## География
Географические координаты 51° 41' 00'' с.ш.; 38° 31' 43'' в.д.

## Административное деление
В состав поселения входят:
- село Андреевка
- хутор Афонино
- хутор Князев
- хутор Малиновка
- хутор Проточный